# Pedro Luis Echeverría Goñi
Pedro Luis Echeverría Goñi (Pamplona, 28 de junio de 1955) es un historiador del arte español especializado en la pintura de Álava, Guipúzcoa, La Rioja y de Navarra del renacimiento y barroco, profesor titular de historia del arte en la Universidad del País Vasco.

## Biografía
En 1980 terminó su licenciatura en Geografía e Historia, en la facultad de Filosofía y Letras de la Universidad de Navarra, con la que obtuvo el premio extraordinario de licenciatura. Dirigida por María Concepción García Gaínza, en 1987 presentó su tesis doctoral titulada La policromía del Renacimiento en Navarra, logrando con ella en 1988 el premio extraordinario de doctorado.
Desde 1982, como profesor contratado, y desde 1989, como profesor titular de historia del arte en la Universidad de País Vasco, es docente en la facultad de Filología y Geografía e Historia en el campus de Álava, donde ha impartido las asignaturas de Historia del Arte en la Edad Moderna II e Historia del Arte Moderno en el País Vasco. 
En línea con su trayectoria de investigación artística ha realizado distintos proyectos de investigación y asesoramiento para el Gobierno Vasco, el Gobierno de Navarra, las Diputaciones Forales de Navarra, Álava, Guipúzcoa y Vizcaya, así como para diferentes ayuntamientos, entidades bancarias (Caja Vital, Caja de Ahorros de Navarra) y eclesiásticas (Archidiócesis de Pamplona y Tudela, Diócesis de Vitoria, Diócesis de Calahorra y La Calzada-Logroño).

## Líneas de investigación y publicaciones
Sus campos de investigación principales se han enfocado, desde la elaboración de su tesis doctoral, en los estudios histórico-artísticos sobre las artes figurativas de la Edad Moderna (siglos XVI-XVIII), principalmente el arte del retablo, la imaginería, la policromía, la pintura de pincel y la pinceladura mural del siglo XVI en Navarra, Álava, Guipúzcoa y La Rioja.
Los resultados de estas líneas se han ido publicando en artículos editado en revistas especializadas como Príncipe de Viana, Cuadernos de la Cátedra de Patrimonio y Arte Navarro o Cuadernos de investigación: Historia, además de varios libros.
Entre sus publicaciones cabe destacar los siguientes títulos:
- 1983: Miranda de Arga entre el gótico y el barroco
- 1987: "La parroquia de San Juan en el conjunto urbano de Huarte-Araquil" junto con Ricardo Fernández Gracia.
- 1990: Policromía del Renacimiento en Navarra, un homenaje a Tomás Biurrun Sotil. ISBN 978-84-235-0986-7.
- 1991: Representaciones postridentinas de San Francisco de Asís en la diócesis de Vitoria. Estilo e iconografía. San Sebastián.
- 1991: Arquitectura de la época moderna en Navarra, junto con Ricardo Fernández Gracia.
- 1991: "El retablo de San Esteban. Estilo e iconografía", junto con Asunción de Orbe Sivatte), en Renacimiento y Humanismo en Navarra: "El retablo de Genevilla".
- 1997: "Renacimiento", en Vitoria-Gasteiz en el Arte. T. II.
- 1999: Contribución del País Vasco a las artes pictóricas del Renacimiento. La pinceladura norteña. San Sebastián. ISBN 84-605-8388-0
- 2001: Erretaulak / Retablos.
- 2004: Estudio histórico-artístico, en "El Retablo de San Blas de Hueto Abajo. Manifiesto del Renacimiento en Álava" junto con A. Gallego;
- 2004: "Evolución de la policromía en los siglos del Barroco. Fases ocultas, Revestimientos, labores y motivos", en A escultura policromada religiosa dos sécalos XVII e XVIII. Estudio comparativo das técnicas, alteraçoes e conservaçao em Portugal, Espanha é Bélgica. Actas do Congresso Internacional;
- 2006: "Estudio histórico-artístico del retablo de la Universidad de Oñate", en Retablo de la Capilla de la Universidad de Oñati. Historia y Restauración;
- 2005: "Arquitectura" (con R. Fernández Gracia) y "Pintura", en El arte del Renacimiento en Navarra. R. Fernández Gracia (coord.);
- 2007: "El retablo mayor y la pinceladura de la parroquia de San Antolín de Urbina" (con J. J. Vélez Chaurri), en Catálogo Monumental. Diócesis de Vitoria. T. IX. El Valle de Zuia y las Tierras de Legutiano.
- 2016: La sillería rococó y el facistol manierista de la parroquia de Lanciego-Lantziego: sus fuentes gráficas. ISBN 978-84-8419-275-6

Igualmente ha colaborado con diversos capítulos en obras colectivas y tomado parte también en distintos coloquios y congresos, tanto de naturaleza divulgadora como científica.